# East Dailey (Virginia Occidental)
East Dailey es un lugar designado por el censo ubicado en el condado de Randolph en el estado estadounidense de Virginia Occidental. En el Censo de 2010 tenía una población de 557 habitantes y una densidad poblacional de 204,62 personas por km².

## Geografía
East Dailey se encuentra ubicado en las coordenadas 38°46′46″N 79°53′28″O / 38.77944, -79.89111. Según la Oficina del Censo de los Estados Unidos, East Dailey tiene una superficie total de 2.72 km², de la cual 2.72 km² corresponden a tierra firme y (0%) 0 km² es agua.

## Demografía
Según el censo de 2010, había 557 personas residiendo en East Dailey. La densidad de población era de 204,62 hab./km². De los 557 habitantes, East Dailey estaba compuesto por el 98.03% blancos, el 0.9% eran afroamericanos, el 0% eran amerindios, el 0% eran asiáticos, el 0% eran isleños del Pacífico, el 0% eran de otras razas y el 1.08% pertenecían a dos o más razas. Del total de la población el 0.36% eran hispanos o latinos de cualquier raza.